# تاریخ مایکروسافت ویندوز
در سال ۱۹۸۳، شرکت مایکروسافت یک واسط گرافیکی کاربر برای سیستم عامل خود (ام‌اس-داس) را که از سال ۱۹۸۱ بر کامپیوترهای شخصی آی‌بی‌ام و سایر کامپیوترهای سازگار نصب شده بود، به عنوان طرح توسعه ویندوز معرفی کرد. خط تولید از تولید واسط گرافیکی به تولید دو نوع خانواده از طراحی سیستم عامل مدرن تغییر یافت؛ هر کدام از این دو خانواده پایه کد و سیستم فایل خاص خود را داشتند.
خانواده 3.x و 4.x شامل ویندوز ۳٫۰، ویندوز ۳٫۱، ویندوز ۹۵، ویندوز ۹۸، ویندوز ام‌ای هستند. ویندوز کارگروه‌ها ۳٫۱۱ یک شبکه ۳۲ بیتی و دسترسی به دیسک ۳۲ بیتی اضافه کرد. ویندوز ۹۵، قابلیت‌های دیگر ۳۲ بیتی را اضافه کرد (با این وجود، ام‌اس داس، برخی هسته‌ها، فرایندهای تکمیلی مانند یکپارچه‌سازی دیسک، همچنان ۱۶ بیتی باقی‌ماندند) و یک واسط کاربر شی‌گرای جدید که المان‌های آن امروزه نیز استفاده می‌شوند پیاده‌سازی کرد.
خانواده ویندوز انی‌تی با ویندوز ان‌تی ۳٫۱ در سال ۱۹۹۳ آغاز شد. نسخه‌های مدرن سیستم عامل ویندوز بر اساس هسته جدید ویندوز ان‌تی که برای اواس/۲ در نظر گرفته شده، هست. ویندوز بر روی سیستم A-32، x86-64 و پردازنده‌های ایتانیوم راه‌اندازی می‌شود. مایکروسافت همچنین بر روی انتقال ویندوز ان‌تی بر ای‌آرام در توزیع نسخه بعدی ویندوز کار می‌کند.
نسخه‌های قبلی همچنین بر روی معماری‌های i860، آلفا، میپس، فرچالد کلیپر، و پاور پی‌سی راه اندازی می‌شدند. برخی کارها برای سازگاری با معماری SPARC صورت می‌پذیرفت.
با ویندوز ان‌تی ۴٫۰ در سال ۱۹۹۶، شل از مدیریت برنامه به ویندوز اکسپلورر تغییر یافت.

## تاریخچه

### ویندوز ۱
ویندوز در نوامبر ۱۹۸۵ متولد شد. این نسخه ویندوز ۱ بیش‌تر از این که سیستم عاملی کامل باشد واسط تعاملی گرافیکی برای DOS بود. از راه رسیدن ماوس و محیط پنجره‌ها آن را قابل دسترس‌تر می‌ساختند اما نمایش گرافیکی آن بسیار ابتدایی بود؛ ولی چند مورد کلاسیک چون برنامه‌های Paint, Notepad، ماشین حساب یا ساعت را در آن می‌یابیم. همچنین این سیستم عامل با وجود ابتدایی بودنش در ماه‌های اول انتشار ناگهان محبوبیت زیادی پیدا کرد و تعداد زیادی از استانداردهای ویندوز که هنوز هم اعتبار دارند، در آن زمان معرفی شد.
هنوز بازی‌ای جز یک بازی که استیو بالمر در تبلیغی جعلی از آن تمجید کرد در این ویندوز موجود نبود. از نظر واسط تعاملی نیز هیچ دکمه‌ای برای بستن پنجره وجود نداشت و این کار حتماً باید توسط منوی کشویی انجام می‌شد. پنجره‌ها روی هم قرار نمی‌گرفتند و این یکی از نقطه ضعف‌های این نسخه بود.
نسخه ویندوز ۱ در ایالات متحده آمریکا عرضه شد و با موفقیت یا مخالفت‌هایی روبه‌رو شد. بعد از یک سال انتظار، نسخهٔ ۱٫۰۲ ویندوز موفق فتح بازارهای بین‌المللی شد. در آمریکا این سیستم عامل به مبلغ ۹۹ دلار یعنی معادل ۲۰۱۶ دلار در سال ۲۰۱۵ (با احتساب تورم و بر اساس دفتر امار نیروی کار) فروخته می‌شد.

### ویندوز ۲
ویندوز ۲٫۰ تقریباً دو سال بعد از ویندوز ۱ عرضه شد. مهم‌ترین ویژگی آن این بود که پنجره‌های آن می‌توانستند روی هم قرار گیرند. آیکن‌ها ظهور کردند و سیستم عامل مقدار بیشتری از حافظه یعنی یک مگابایت را مدیریت می‌کرد. نسخهٔ مخصوص پروسسورهای i386 از یک نوآوری کلیدی چون مولتی‌تسک برنامه‌های DOS پشتیبانی می‌کرد.

### ویندوز ۳
با ارائهٔ ویندوز ۳ در اکتبر ۱۹۹۰ واسط تعاملی گرافیکی یک بازسازی کامل شد اما هنوز تسک‌بار و منوی استارت موجود نبود.
اما سیستم عامل می‌توانست از کارت‌های گرافیکی ۲۵۶ رنگ استفاده کند و از نظر رم نیز ۱۶ مگابایت حافظه را پشتیبانی می‌کرد.

### ویندوز ۹۵
این سیستم‌عامل در اوت ۱۹۹۵ از سوی مایکروسافت عرضه گردید. این سیستم‌عامل همراه با اینترنت اکسپلورر ۴ عرضه شد. ویندوز ۹۵ به علت این‌که عضو زین‌پس ویندوز ۳ است تحت نام ویندوز ۴ نیز شناخته شده. برخی ویندوز ۹۵ را انقلابی در نرم‌افزارها و سیستم‌عامل‌های کامپیوتر در زمان خود می‌دانند. هم چنین این نسخه از ویندوز برای اولین بار از منوی استارت رونمایی و پشتیبانی کرده‌است. این نسخه از ویندوز تا زمانی که ویندوز ۹۸ منتشر شد یک شاهکار به حساب میامد و یکی دیگر از ویژگی‌های خوب آن این بود که تصاویر زمینه ظاهر شدند.

### ویندوز ۹۸
نسخه ویندوزی از مایکروسافت که در سال ۱۹۹۸ ساخته شد و در واقع نسخه به روز شده ویندوز ۹۵ می‌باشد. (این ویندوز Memphis هم نامیده می‌شود) استفاده از این ویندوز به‌طور گسترده در جهان وجود داشت و هم‌اکنون هم مورد استفاده می‌باشد.
از امکانات این می‌توان به موارد زیر اشاره کرد:
- مرورگر مستقل مایکروسافت همان اینترنت اکسپلورر
- توانایی فرستادن و گرفتن نامه‌های الکترونیکی
- سیستم فایل FAT۳۲ برای اولین بار در این سیستم‌عامل
- پشتیبانی از USB برای اولین بار در این سیستم‌عامل
- پشتیبانی از DVD برای اولین بار در این سیستم‌عامل

سیستم‌عاملی که از نظر درایوها ضعیف ولی از نظر تخصیص منابع کامپیوتر به خود خوب است. از جمله، ویندوز ۹۸ را می‌توان یک شاهکار به حساب آورد.

### ویندوز ام‌ای
در سپتامبر ۲۰۰۰ مایکروسافت جانشین ویندوز ۹۸ را با نام ویندوز ام‌ای (مخفف ویندوز میلینیوم ادیشن(millennium edition) منتشر کرد. این نسخه از ویندوز فقط برای رایانه‌های خانگی کاربرد دارد.

### ویندوز ۲۰۰۰
ویندوز ۲۰۰۰ سیستم عاملی برای کامپیوترهای شخصی (PC) است که توسط شرکت مایکروسافت تولید شده‌است. این سیستم عامل گرافیکی در سال ۲۰۰۰ معرفی گردید و برای ایستگاه‌های کاری و سرورهای شبکه به کار می‌رود. در واقع این ویندوز همان ویندوز ام ای البته نسخه تجاری آن است. ویندوز ۲۰۰۰ نسخه ۵٫۰ از خانواده ویندوز NT می‌باشد.

### ویندوز اکس پی
این نسخه از ویندوز در سال ۲۰۰۱ توسط مایکروسافت عرضه شد و تا پایان سال ۲۰۰۶ انتشار یافت. البته تا چند سال بعد از توزیع نسخه این ویرایش Service Pack I و Service Pack II این محصول هم اضافه شد. اضافه شود که شرکت مایکروسافت service pack III را تولید کرده و برخی از کارایی‌های ویندوز vista را به ان اضافه کرده‌است. این ویندوز در دو نسخهٔ خانگی (home edition) و پیشرفته (professional) در بازار عرضه می‌شد. پشتیبانی از این ویندوز در ۸ آوریل ۲۰۱۴ قطع شد. این ویندوز بعد از ویندوز ۱۰ شاهکارترین و بهترین نسخه خانواده ویندوز است. از جمله ابداع تصویر زمینه پیش فرض برای اعضای خانواده ویندوز که یک دشت سرسبز برای ویندوز اکس پی است، تغییر ناگهانی گرافیک ویندوز و طراحی شاهکار آن باعث شده که مایکروسافت تبدیل به یک ابر شرکت معروف در سرتاسر جهان شود.

### ویندوز ویستا
این نسخه در سال ۲۰۰۷ منتشر شد. این نسخه از ویندوز تقریباً محیطی متفاوت با اکس پی داشت و در ابتدا کار کردن با آن دشواری‌هایی برای کاربرانی که از اکس پی استفاده می‌کردند داشت؛ دلیل آن هم تغییرات به‌وجود آمده در آن بود که البته این سختی طبیعی هم بود؛ همان‌طور که زمانی که کاربران برای اولین بار دست از ویندوز ۹۸ کشیدند و دل به اکس پی دادند، چنین مشکلات و دشواری‌هایی برای آن‌ها وجود داشت. همچنین باید گفت که واقعاً مایکروسافت سعی کرده‌است تا در این سیستم عامل، سنگ تمام بگذارد و ویستا را به بهترین نحو طراحی نماید. هر چند در عمل، ویستا، مشکلاتی به همراه داشت (که در سیستم عامل بعدی مایکروسافت، یعنی ۷ رفع شد) از نکات مثبت این سیستم عامل می‌توان به سرعت خوب و رابط گرافیکی بسیار عالی با محیطی خستگی ناپذیر برای کاربر و همچنین سرعت بالای آن در اینترنت و شبکه‌های بی‌سیم اشاره نمود. این نکات مثبت زمانی آشکار خواهد شد که کامپیوتر شما دارای یک پردازنده قدرتمند (و ترجیحاً دوهسته‌ای) و کارت‌گرافیکی بالا و حداقل رم یک گیگابایت و فضای هارد دیسک حداقل به میزان ۱۵ گیگابایت باشد. البته مقداری ۵ گیگابایت از این فضای ۱۵ گیگابایتی که گفته شده می‌توان گفت که به‌صورت فضای خالی بوده و برای انجام عملیات (پروفایل، هایبرنت که دیگر در این ویندوز به جای استندبای آمده‌است و…) ویندوز لازم است. این ویندوز، سعی کرده‌است که به بهترین شکل ممکن، ماجرای شاهکار ویندوز اکس پی را دوباره تکرار کند اما متأسفانه این ویندوز به جای یک ویندوز درخشان، یک فاجعه به حساب آمد.

### ویندوز ۷
هفتمین نسخه از مجموعهٔ سیستم‌عامل‌های مایکروسافت ویندوز است که در تاریخ ۲۲ اکتبر سال ۲۰۰۹ به بازار عرضه شد. ویندوز ۷ برای استفاده در کامپیوترهای شخصی شامل انواع خانگی و اداری تولید شده‌است. این سیستم‌عامل هفتمین نسل از سیستم‌عامل‌های ویندوز می‌باشد و به همین دلیل نام آن را ویندوز ۷ گذاشته‌اند. این ویندوز به بهترین شکل، ماجرای دل‌انگیز ویندوز اکس پی را تکرار کرد و باعث شد که فاجعه ویندوز ویستا پوشانده شود.

### ویندوز ۸
ویندوز ۸ (به انگلیسی: Windows 8) سیستم‌عامل ویندوز شرکت مایکروسافت می‌باشد که در ۲۶ اکتبر ۲۰۱۲ به بازار عرضه شد. این ویندوز برای استفاده در رایانه‌های شخصی، تبلت‌ها و تلفن‌های همراه تولید شده‌است. این سیستم‌عامل هشتمین نسل از سیستم‌عامل‌های ویندوز می‌باشد و به همین دلیل نام آن را ویندوز ۸ گذاشته‌اند. این ویندوز منوی استارت دوست داشتنی ویندوز را به یک منوی استارت تمام صفحه و کاشی مانند تعویض کرد. این ویندوز مورد انتقاد زیادی قرار گرفت که باعث شد ویندوز ۸٬۱ به بازار بیاید.

### ویندوز ۸٫۱
ویندوز ۸٫۱ (به انگلیسی: Windows 8.1) یک سیستم‌عامل از خانوادهٔ ویندوز ان‌تی شرکت مایکروسافت است که نسخهٔ بعدی ویندوز ۸ بوده و با فاصلهٔ زمانی کمی از آن منتشر شده‌است. ویندوز ۸٫۱ به صورت رایگان برای ویندوزهای ۸ و RT از راه فروشگاه ویندوز (Windows Store) در دسترس است و مانند نسخه‌های قبلی ویندوز از ویندوز آپدیت نمی‌توان این نسخه را به دست آورد به این معنی که مانند بستهٔ خدماتی (سرویس پک) نیست. همچنین ماجرای منوی استارت کاشی مانند و تمام صفحه در آن تکرار شده‌است.

### ویندوز فون
این نسخه از ویندوز مخصوص تلفن‌های هوشمند است که آخرین نسخهٔ آن ویندوز فون ۱۰ است.

### ویندوز ۱۰
ویندوز ۱۰ که در ۲۹ ژوئیه ۲۰۱۵ از راه رسید، وعدهٔ دو ارگونومی مشخص برای استفاده‌های لمسی و غیر لمسی را می‌دهد و با بازگشت منوی استارت همراه گردیده‌است. مایکروسافت در مقابل آتش انتقادات عقب‌گرد کرده‌است. این ویندوز رسماً بهترین و شاهکارترین نسخه ویندوز بوده‌است و باعث شده که به ماجرای ویندوز اکس پی و ویندوز ۷ روی بیاورد. منوی استارت دوباره به همان حالت دوست داشتنی خودش برگشت و دیگر نیاز به یک دفترچه راهنمای مخصوص به منوی استارت نبود. گرافیک این نسخه از ویندوز از همه نظر یک شاهکار بوده و تصاویر زمینه زنده در این نسخه از ویندوز ظاهر شدند.

### ویندوز ۱۱
با اینکه ویندوز ۱۰ طبق اعلام رسمی مایکروسافت آخرین نسخه محسوب می‌شد مراسم معرفی ویندوز ۱۱ روز ۲۴ ژوئن ۲۰۲۱ (۳ تیر ۱۴۰۰)برگزار شد؛ و در تاریخ سیزدهم مهرماه منتشر گردید.
پیش از این یک نسخه بتا که با خطاهای دور از انتظاری همراه بود در اختیار کاربران قرار گرفته بود. این شرکت چهار روز قبل یعنی ۲۰ ژوئن(۳۰ خرداد) به‌طور تصادفی اعلام کرده بود در حال کار روی ویندوز ۱۱ است. اسم رمز این نسخه "Sun Valley" است.
عده‌ای معتقدند این در واقع همان ویندوز ۱۰-اکس است که روند ساختش به دلیل همه‌گیری کرونا متوقف شده بود. هم‌چنین برخی دیگر با توجه به نوار وظیفه جدید می‌گویند مایکروسافت از مک‌اواس و کروم‌اواس تقلید کرده‌است.
در ویندوز ۱۱ تغییرات قابل توجهی اتفاق افتاده؛ مانند:تخت شدن نشانه(لوگو)ویندوز، قرار گرفتن آیکون‌های نوار وظیفه یا کنار صفحه در وسط صفحه، ظاهر و طراحی جدید و به‌روز نوار وظیفه، اضافه شدن ویجتها، تصاویر و طرح‌های زمینه جذاب و زیبا، باز طراحی آیکون‌ها، در کنار هم قرار گرفتن پنجره‌ها به شش حالت مختلف، بازسازی فروشگاه مایکروسافت (دیجیتال)، کیفیت نمایش بهتر و فریم بالاتر مختص بازی، پشتیبانی از نمایش‌گر خارجی و اجرای برنامه‌های اندرویدی.
هم‌چنین این ویندوز قابلیت اجرا بر روی تمام دستگاه‌هایی که ویندوز ۱۰ را نصب کرده‌اند را دارد و می‌تواند همان‌طور اجرا شود.
امّا معایبی بعضاً ناامید کننده هم وجود دارد؛ از جمله پشتیبانی نکردن از کاشی‌های زنده، از بین رفتن دستیار صوتی به نام کورتانا (احتمالاً)، حذف Windows Timeline به نفع توانایی همگام‌سازی مایکروسافت اج، ثابت ماندن نوار وظیفه (دیگر به راست، چپ و بالا نمی‌رود)، حذف شدن حالت تبلت، حذف شدن برنامه‌های اینترنت اکسپلورر، پنل ورودی ریاضی،Viewer 3D,Paint 3D و اسکایپ (البته به جز اینترنت اکسپلورر همه این‌ها را می‌توانید از فروشگاه مایکروسافت (دیجیتال) دریافت کنید)
با این حال مایکروسافت در توئیتی با اشاره به این سیستم‌عامل جدید گفته: «این تازه اوّل راه است». با این حساب قطعاً در نسخه نهایی و منتشر شده شاهد امکانات بیشتر و بهتر خواهیم بود.